# Книжовен език
Книжовният (литературният) език е кодифицирана (тоест с правен, юридически или квази-правен статус) разновидност на езика, за разлика от наречията, диалектите, говорите, жаргона и т.н. Това е езикова форма, която се смята за правилна и затова е преподавана, например в училищата и се използва за водене на делата на държавата, предприятията и други организации. Това е също високата и официална разновидност на езика. Книжовният/литературният език е нормативен, както по отношение на писмената, така и на устната реч.

## Дефиниция
Наименованията „книжовен“/„литературен“ език на български за тази кодифицирана норма имат смислови еквиваленти в различните езици и държави с наименования „стандартен“ и/или „литературен“ език (виж по-долу Етимология и Терминология).
Книжовен език в най-общ смисъл е тази форма на езика, която обикновено се поддържа от институциите в държавата, тоест тя е регулирана държавно, макар че в някои случаи подобна регулация няма (например стандартният английски не е регулиран). Така например със закон или друг нормативен акт може да е посочено коя езикова конструкция е „правилна“ и коя – не. Книжовният език се кодифицира чрез речници и граматики, чрез които се осъществява диференциацията книжовен/некнижовен. Съдилищата и държавните учреждения се смята, че трябва да използват книжовен език. В училищата се учи как „трябва“ да се говори и пише правилно. Вестниците, радиото и телевизията се стремят да използват книжовен език.
Всеки книжовен език притежава:
- сравнително стабилен лексикален състав с ясно определено значение, произношение и правопис на думите;
- фиксирано произношение на думите;
- граматически правила;
- описателна фонетиката, граматика, морфологията и синтаксиса на езика;
- ясна стилистика, благодарение на която може да се говори за художествен стил, публицистичен стил, юридически стил
- лингвистична институция определяща нормите на употреба, например Френската академия (Académie française), Кралска испанска академия, в България такъв институционален характер по отношение на българския книжовен език има Институт за български език към БАН.[1]
- ефективна публична употреба
- литературен канон

и т.н.
Езикови форми, които не съответстват на нормите на книжовния език, се приемат за неправилни. Останалите езикови форми от своя страна могат да се разделят на препоръчвани и непрепоръчвани.

## Особености
Само книжовният език съществува и е в устна и писмена форма, и може да обслужва всички сфери и ситуации на общуването: публична и частна, официална и неофициална.

## Етимология
Книжовен (литературен) език – това понятийно определение е ефективно за българския език. Наименованието „книжовен“ етимологично най-вероятно се дължи на традициите на българските книжовни школи, например Търновска книжовна школа, които са оказали влияние върху развитието на писмения и официален, на литературата, както и делови български език, докато понятието за „литературен“, като синоним на книжовен е повлияно от немското и руско езикознание.

## Терминология
Съществуват други понятия с еквивалентно или близко като значение съдържание в другите езици, които отразяват високите, престижни и/или регулирани официални форми на езика, например за английския разграничението „книжовен“/„некнижовен“ не е на базата на биполярно разграничение литературен език/диалекти, а има няколко форми на високи стилове в езика, също официални наречия – например Лондонски, език на английската кралица (queens language) и т.н., тоест става дума за терминология в българското езикознание основно по отношение на реалността на българския език – в България книжовен и литературен се смятат за почти напълно еквивалентни като понятия. Това положение в английски се дължи на факта, че той е плурицентричен език, за разлика от български. Плурицентрични са езиците, които имат повече от една разновидност на книжовния език, такива са езици като немски език, с различни стандартни типове в Германия, Австрия и Швейцария, такива езици са още френски и холандски и испански език. За разлика от плурицентричните езици, друг тип езици, какъвто е българският, притежават единен стандарт – такива езици са италиански, датски и полски.
На други езици преводен, отговарящ на понятието книжовен/литературен език в българското езикознание, е терминът „стандартен език“ или „стандартизиран език“ (на английски: standard language; на немски: Standardsprache; на испански: lengua estándar; на хърватски: standardni jezik), на английски също и допълнителното понятие стандартизиран диалект (тоест на английски някои „високи“ локални или социални наречия може да функционират в някои разновидности като висока форма на езика).
В същото време „литературен език“ (без да има понятие за „стандартен“ език) е единично понятие, употребявано за кодифицираните форми на езика в руското езикознание (литературный язык), съответно украинско (літературна мова), полско (język literacki), докато в немски например (съответно Schriftsprache) има смисъла на писмен и кодифициран език, но е също и синоним на „стандартен език“ (на Standardsprache), като означава и престижен език, за разлика от тези примери в английски, например, литературният език (literary language) e основно език на литературното писане и не функционира еднозачно като синоним на стандартен (standart) език.

## Книжовни езици
Обикновено, макар не винаги, книжовният език е базиран на езика, говорен в столицата на една държава. Този език се преподава и на чужденците, изучаващи езика. Например:
- френски език – „парижки френски“
- немски език – „стандартен немски“, базиран на долнонемски диалект
- китайски език – мандарински китайски

### Произход и развитие
Книжовният език може да бъде формиран на базата на конкретен диалект или диалектна група. Но дори и когато е базиран на един конкретен диалект той не съвпада напълно с него, тъй като постепенно се обогатява, разнообразява и доизгражда чрез думи от международната лексика, думи от чужди езици, както и думи от другите диалекти (основно чрез консолидирането им в книжовната норма през литературната им употреба). Тоест книжовният език придобива по-голям лексикален състав от диалекта/диалектите, от които произхожда, особено терминологичен, и почти винаги книжовният език има конкретни и постулирани граматични правила, които трябва да се спазват.

## Чуждоезиково обучение
Под изучаване на даден чужд език, обикновено се има предвид, че се изучава съответния книжовен език, а не системата му от диалекти, тоест преподаваният в курсове и учебници език за чужденци е книжовният език. Това е така в повечето от случаите, освен когато езиковед е специфично заинтересован от диалектите на даден език и ги изучава, независимо дали от техни записани форми (и с изследвания върху тях) или в техния говорен вариант.

## Българският книжовен език
Виж още Български книжовен език.
Новобългарският книжовен език се е стабилизирал през десетилетието 1860 – 1870. Преди този период новобългарската книжнина е притежавала значително диалектно многообразие.

## Диалекти в български
Основна статия Български диалекти.
Според изговора на променливото „я“ съвременният български език се дели на две големи говорни групи: източна и западна. В западните говори променливото „я“ винаги се произнася като „е“, докато в източните то се произнася най-често като „е“, а в определен брой случаи като „я“. В самите източни говори „якането“ не е еднакво застъпено. В едни говори като североизточните, то е по-ограничено, а в други говори, като югоизточните, то е пълно. По отношение на я/е, българският книжовен език се води по североизточните говори, като прави известни отстъпки на западните говори.